# (22402) Goshi
(22402) Goshi (1995 GN) – planetoida z pasa głównego asteroid okrążająca Słońce w ciągu 3,24 lat w średniej odległości 2,19 j.a. Odkryta 3 kwietnia 1995 roku.